# Zapole (przystanek kolejowy)
Zapole (biał. Заполле, ros. Заполье) – przystanek kolejowy w pobliżu miejscowości Zapole, w rejonie mostowskim, w obwodzie grodzieńskim, na Białorusi.